# Barbula hampeana
Barbula hampeana är en bladmossart som beskrevs av Jean Édouard Gabriel Narcisse Paris 1894. Barbula hampeana ingår i släktet neonmossor, och familjen Pottiaceae. Inga underarter finns listade i Catalogue of Life.